# 伯内
伯内（法語：Benet，法語發音：[bənɛ]）是法国卢瓦尔河地区大区旺代省的一个市镇，位于该省东南部，属于丰特奈勒孔特区。

## 地理
伯内（46°22'3"N, 0°35'50"W）面积50.01 平方千米，位于法国卢瓦尔河地区大区旺代省，该省份为法国西部沿海省份，北起大西洋卢瓦尔省和曼恩-卢瓦尔省，西临大西洋，南至滨海夏朗德省，东部及东南部与德塞夫勒省接壤。
与伯内接壤的市镇（或旧市镇、城区）包括：圣蓬潘、库隆、圣雷米、勒瓦诺-伊尔洛、维利耶昂普莱讷、布耶-库尔多、利耶、勒马佐、圣西吉斯蒙、里沃多蒂兹。

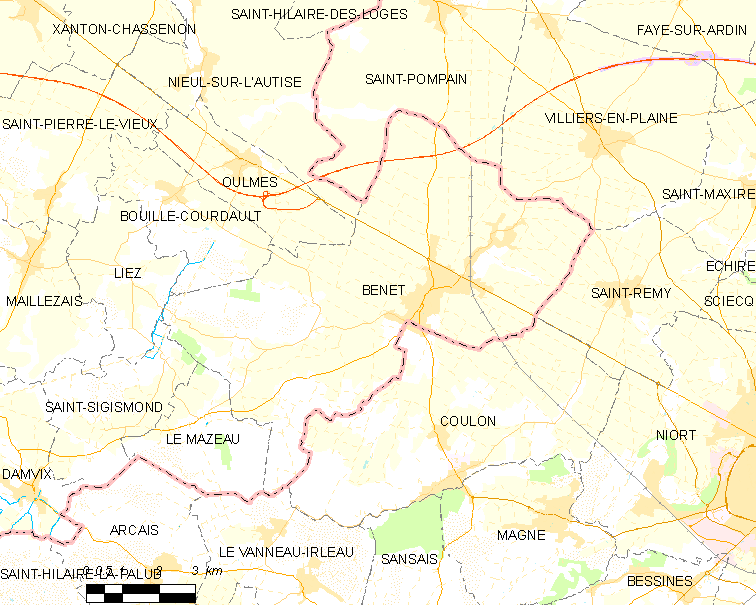
伯内的OSM定位图

伯内的时区为UTC+01:00、UTC+02:00（夏令时）。

## 行政
伯内的邮政编码为85490，INSEE市镇编码为85020。

## 政治
伯内所属的省级选区为丰特奈勒孔特县。

## 人口

1962-2008年间伯内人口变化图示

伯内于2022年1月1日时的人口数量为4059人。